# Zubiberria
Zubiberria fue una unión de la provincia española de Guipúzcoa que aglutinaba las localidades de Amasa, Anoeta y Cizúrquil.

## Historia
La unión se formó en 1631 y la integraban en un comienzo las villas de Amasa, Anoeta y Cizúrquil. Cizurquil, que acabaría integrando la de Andatzabea, se separó en 1644; las otras dos siguieron hasta 1732, cuando se disolvió de forma definitiva. Entonces, Anoeta entró en la de Ainsu. Aparece descrita en el Diccionario histórico-geográfico-descriptivo de los pueblos, valles, partidos, alcaldías y uniones de Guipúzcoa (1862) de Pablo de Gorosábel con las siguientes palabras:

ZUBIBERRIA. union de las villas de Amasa, Anoeta y Cizurquil, formada el año de 1631 para la asistencia alternativa de sus apoderados á las juntas generales y particulares de la provincia en representacion comun. La villa de Cizurquil se separó de esta union en 1644, y quedaron en ella las otras dos; cuya hermandad se disolvió en 1732, asistiendo desde entonces cada villa de por sí. Despues la de Anoeta entró en la union de Ainsu, y la de Cizurquil en la de Andatzabea.
(Gorosábel, 1862, p. 644)